# جولي أندريو

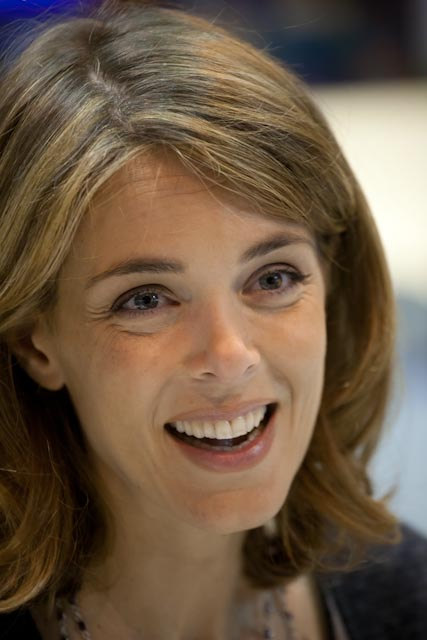
جولي اندريو في صالون "دو ليفر" في 2012

جولي أندريو (بالفرنسية: Julie Andrieu)‏ (ولدت في 27 فبراير 1974) هي مقدمة تلفزيون وراديو وناقدة طعام فرنسية.

## سيرتها الذاتية
ولدت جولي أندريو في باريس، وهي ابنة الممثلة نيكول كورسل حيث تزوجت رجلا أصغر منها سنا وتركها أثناء حملها. عاشت هي ووالدتها لمدة سنة مع جون بيير كوف، الذي كان صديقها المقرب. ولديها أخ غير شقيق وأخت غير شقيقة من جهة والدها. وهي ابنة عم الكاتب مارك لوفي والممثلة كاثي أندريو.
بدأت مسيرتها المهنية في سن الـ18 كمصورة  بـ«فرانس سوار». وفي سن العشرين، تعلمت إعداد الأطباق الصغيرة لإرضاء شريكها، المصور جون ماري بيير. نشرت في عام 1999 أول كتاب طبخ لها بعنوان «مطبخ جولي» وأصبحت في 2000 ناقدة للطعام في «جايد ليبي».
منذ 2001، قدمت العديد من برامج الراديو التليفزيون عن الطبخ: 
طبق كامل،  برنامج على قناة Teva عام 2001
  طاولتك، برنامج على راديو RMC Info ، 2002
   جولي حول العالم،  برنامج علي قناة Cuisine+ ،  2003
مطبخ جولي،  برنامج يومي علي القناة TFL،  2004-05
الي البوفيه،  برنامج الاسبوعي علي راديو أوروبا 1 ، 2005
شوكة وشنطة،  برنامج الاسبوعي علي قناة الفرنسية 5  ،2007
مطبخ جانبي،  برنامج يومي علي قناة الفرنسية 3 ، 2009
مذكرات جولي،  برنامج اسبوعي علي قناة الفرنسية 3، 2012
منذ سبتمبر 2009، بدأت ك كاتبة عمود عن الطبخ في برنامج تليفزيوني يومي بعنوان «هذا لكم»  تقدمه ألسندرا سوبلي على  القناة الفرنسية 5 حيث تعد كل مساء وصفة خلال البرنامج. في 2012، أخذت مكان ألسندرا سوبلي  أثناء حملها بتقديم البرنامج كل جمعة.
وشاركت أيضا في المجلة الأسبوعية التلفزيونية   «تلفزيون سبعة أيام»  بعنوان «علي الطاولة». ونشرت عددا من الكتب عن الوصفات ونصائح الطبخ، وأنشأت موقعها الخاص وأنتجت العديد من البرامج التليفزيونية بعنوان «جولي عندكم» حيث تزور أفراد لتعمل جرد في خزاناتهم وتنصحهم وتخترع وصفة بالمكونات المتاحة.

## حياتها الشخصية
تزوجت جولي أندرو في أغسطس 2010 جراح الأعصاب، ستيفن دي لاجو´. أنجبت في 26 أكتوبر 2012 طفل يدعي هايدرين. وفي سبتمبر 2015 أعلنت انتظارها لطفلها الثاني  ، وأنجبتها في 16 ديسمبر 2015 وأسمتها جايا.

## روابط خارجية
- جولي أندريو على موقع IMDb (الإنجليزية)
- جولي أندريو على موقع كينوبويسك (الروسية)